# Isola del Liri

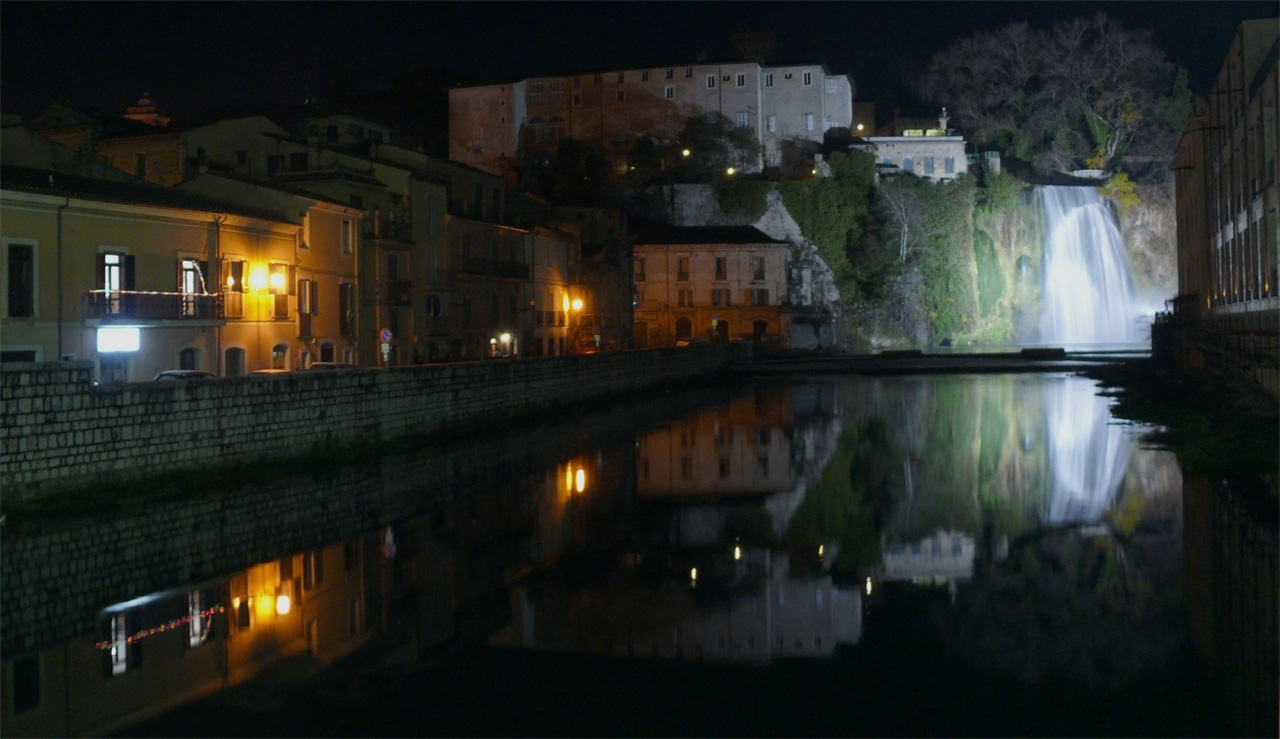
Isola del Liri bei Nacht

Isola del Liri ist eine Gemeinde in der Provinz Frosinone in der italienischen Region Latium mit 10.645 Einwohnern (Stand 31. Dezember 2023). Sie liegt 104 km östlich von Rom und 23 km östlich von Frosinone.

## Geographie
Die Altstadt von Isola del Liri liegt auf einer Insel zwischen zwei Armen des Flusses Liri. Als Naturschauspiel sind die beiden natürlichen Wasserfälle berühmt, welche die namengebende Insel formen, auf der oben an der Trennung der beiden Arme das Castello steht. Es sind die kleinere Cascata del Valcatoio im Norden und die Cascata Grande im Osten, die jeweils rund 30 Meter hoch sind; ihnen schließt sich außerhalb noch der dritte, die Cascata dell’Anitrella, an. Romantische Gemälde stellen die alte Ortssituation mit beiden Wasserfällen als beliebtes Motiv dar. Moderne Ortsteile sind Capitino, Carnello, San Domenico und Selva.
Isola del Liri ist Mitglied der Comunità Montana Valle del Liri.

## Geschichte
Isola del Liri war in vorrömischer Zeit eine Siedlung der Volsker, von denen eine Nekropole teilweise freigelegt wurde. Mit Arpino und Sora kam sie 305 v. Chr. unter römische Herrschaft. Im Jahre 1010 wird in einer Urkunde des Gastalden Petrus Ratchis der Ort als insula filiorum Petri genannt und gehörte zum Principato di Capua. Für das Jahr 1100 nannte Papst Paschalis II. ein castellum insulae im Orte Isola di Sora. Die Aufzählung der Lehensträger des Königreiches Sizilien von 1187 erwähnt zwei Ritter von hier: Der ältere namens Roffredo war Besitzer von Isola und Castelliri. Damals zur Grafschaft Sora gehörig, folgte Isola deren Geschichte mitsamt der Besitzerwechsel.
Die Familie Boncompagni ließ seit dem späten 16. Jahrhundert Manufakturen für die Herstellung von Metallobjekten, Tuchen, Seide und Papier errichten, die mit der Wasserkraft des Liri betrieben wurden. Am 12. Mai 1799 verübten französische Soldaten nach einem Aufstand der Ortsbevölkerung ein Massaker, dem rund 600 Menschen zum Opfer fielen. Unter französischer Herrschaft wurde zwischen 1806 und 1815 die Papierindustrie vom Grafen Charles Lefêbvre di Pontarlier ausgeweitet. 1861 wurde Isola del Liri Teil des Königreichs Italien, und im Jahre 1869 wurde der aktuelle Stadtname festgelegt. 1927 kam Isola von der Provinz Terra di Lavoro in der Region Kampanien zur neu gegründeten Provinz Frosinone in der Region Lazio. Die Position des Ortes im Kampfgebiet des Zweiten Weltkrieges verursachte einen wirtschaftlichen Niedergang; ein erster alliierter Luftangriff erfolgte am 23. Oktober 1943. Ehemalige industrielle Bauten wurden inzwischen anderen Zwecken zugeführt, nämlich einem Museum der Papierherstellung und einem Ozeaneum. Im Frühjahr 2004 wurde der Parco Fluviale del Liri eingerichtet. Verschiedene Versuche eines Zusammenschlusses der Gemeinden um Sora blieben bisher erfolglos.

## Sehenswürdigkeiten
- Collegiata S. Lorenzo unterhalb der Burg. Sie besitzt eine rot getünchte Fassade mit einer Kolossalordnung von vier korinthischen Pilastern. Das große Portal enthält eine von Voluten gerahmte Inschrifttafel, die als Bauvollendung das Jahr 1727 nennt.

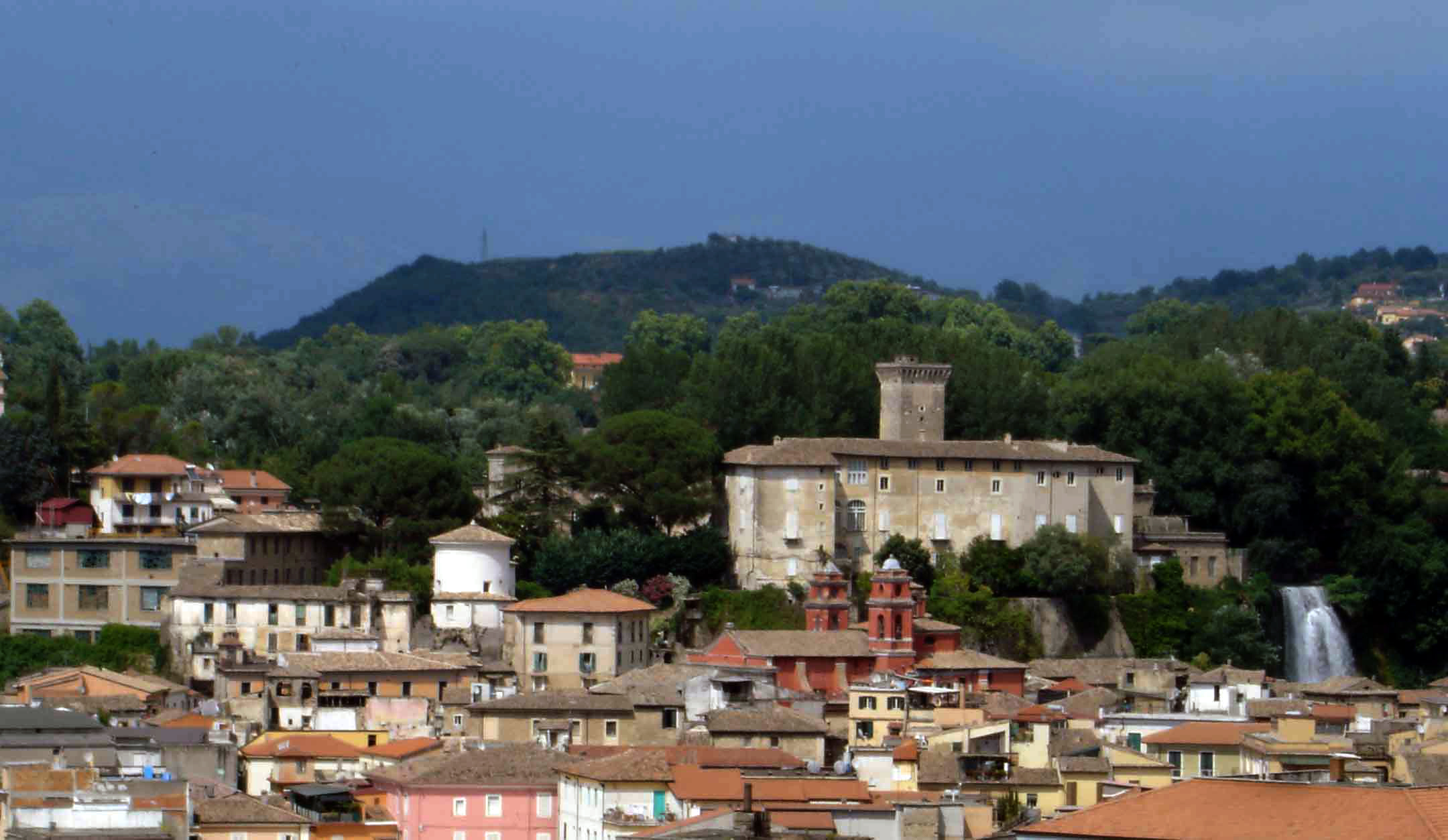
Isola del Liri, Castello Ducale

- Castello Boncompagni mit einem quadratischen Bergfried und einem unrelmäßigen Innenhof. Das nach außen hin heute schlichte Gebäude diente als Residenz der Herzöge von Sora, deren erster, Giacomo Boncompagni (1548–1612), Sohn von Papst Gregor XIII. (1572–1585), von König Philipp II. von Spanien 1579 mit dem Herzogtum belehnt wurde. Ein Porträt des Malers Scipione Pulzoni aus Gaeta zeigt ihn in Prunkrüstung mit Harnisch, Helm und Handschuhen sowie dem Kommandostab des Gonfaloniere della Santa Chiesa Romana, des Oberkommandierenden der päpstlichen Truppen. Das Gebäude wurde 1799 in Brand gesetzt und danach als Fabrik für Stoffe benutzt; von daher rührt die unanspruchsvolle Außengestalt her. Im Jahre 1924 wurde es von der Familie Viscogliosi gekauft, die es noch immer besitzt. Zum Flusse hin befindet sich im Norden hinter einer Brücke ein breites Tor mit martialischer Gestaltung. Der Innenhof ist teilweise unfertig, weil ein geplanter Arkadenhof nicht vollendet wurde. Im Treppenhaus befinden sich zwei Boncompagni-Wappen. Besonders prächtig ist der große Festsaal mit Grotteskenfresken biblischer Szenen im Oberteil der Wände. Auch die durch Querbalken in einzelne Abschnitte aufgeteilte Holzdecke mit Kassettengliederung erweist die gehobene künstlerische Gestaltung. Hinter dem Gebäude erstreckt sich der Park mit einer dichten Pflanzenwelt. Heutzutage ist das Castello Ort für Festveranstaltungen. Der Gebäudekomplex bildet mit den Wasserfällen ein einzigartiges Landschaftsensemble.
- Villa Lefêbvre im Stil der französischen Renaissance als Zeugnis der temporären französischen Herrschaft zur napoleonischen Zeit mit einem Park.

## Bevölkerungsentwicklung

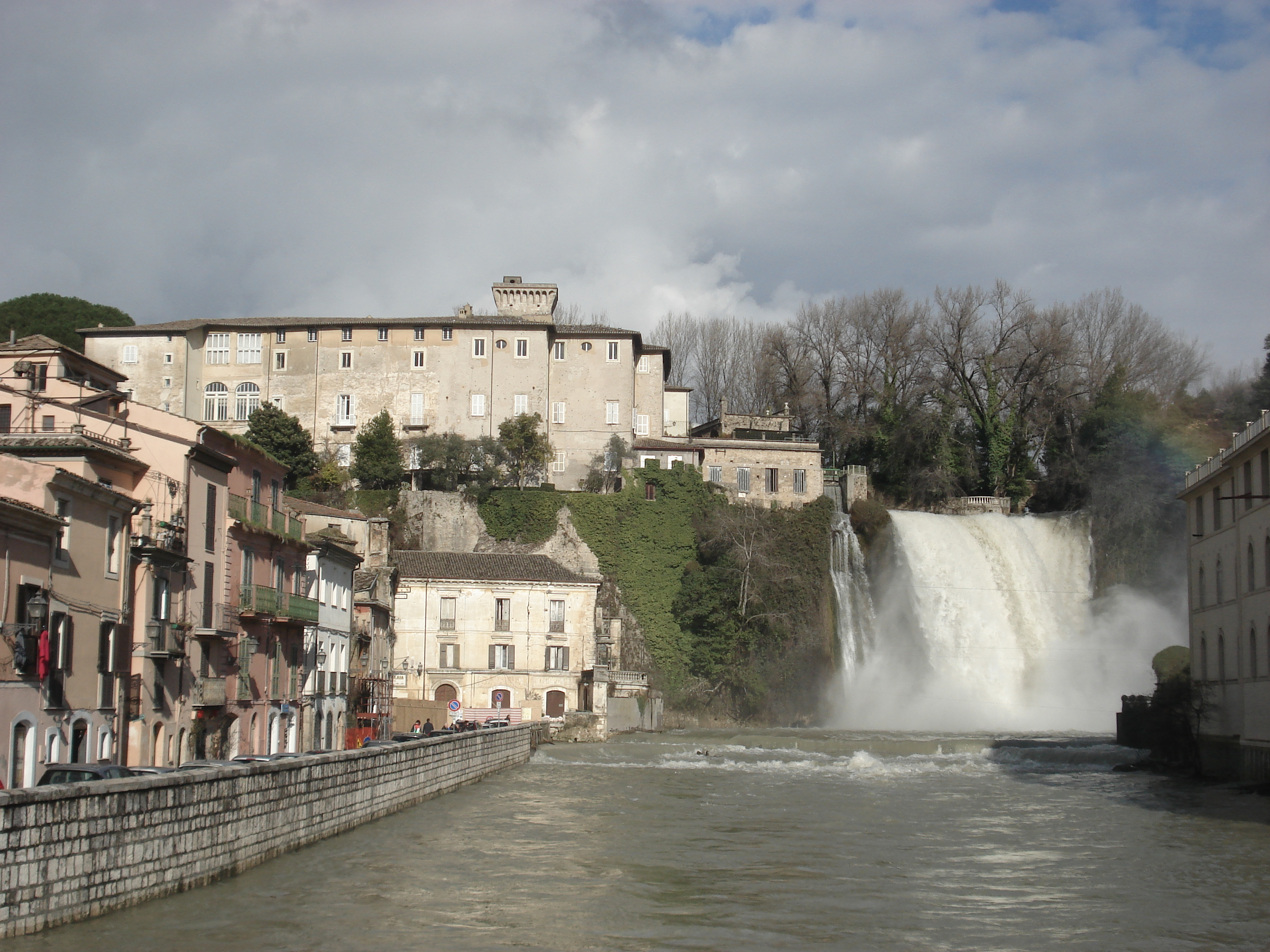
Wasserfall Cascata Grande

| Jahr      | 1861  | 1881  | 1901  | 1921  | 1936   | 1951   | 1971   | 1991   | 2001   |
| Einwohner | 4.807 | 6.572 | 8.244 | 9.103 | 10.867 | 12.550 | 12.354 | 12.794 | 12.191 |

Quelle: ISTAT

## Politik
Massimiliano Quadrini (Lista Civica: Per Isola Del Liri) wurde am 26. Mai 2019 zum neuen Bürgermeister gewählt.

## Partnerstadt
- New Orleans

## Söhne und Töchter der Stadt
- Girolamo Boncompagni (1622–1684), Kardinal
- Giacomo Boncompagni (1652–1731), Kardinal
- Gregorio Battista (1915–2003), Zisterzienserabt, Generalprokurator des Ordens
- Emanuele Vona (* 1983), Radrennfahrer

## Kultur
Jedes Jahr Anfang Juli findet das Liri Blues Festival, eine der bedeutendsten Bluesveranstaltungen Italiens, statt.